# Grand Prix moto d'Afrique du Sud 2003
Le  Grand Prix moto d'Afrique du Sud 2003 est la deuxième manche du championnat du monde de vitesse moto 2003. La compétition s'est déroulée du 25 au 27 avril 2003 sur le Phakisa Freeway.
C'est la 9e édition du Grand Prix moto d'Afrique du Sud.

## Classement MotoGP
| Pos. | Pilote            | Constructeur | Temps/Écart     | Grille | Points |
| ---- | ----------------- | ------------ | --------------- | ------ | ------ |
| 1    | Sete Gibernau     | Honda        | 44 min 10 s 398 | 1      | 25     |
| 2    | Valentino Rossi   | Honda        | +0 s 363        | 2      | 20     |
| 3    | Max Biaggi        | Honda        | +5 s 073        | 3      | 16     |
| 4    | Troy Bayliss      | Ducati       | +12 s 606       | 9      | 13     |
| 5    | Alex Barros       | Yamaha       | +18 s 930       | 10     | 11     |
| 6    | Tohru Ukawa       | Honda        | +19 s 113       | 6      | 10     |
| 7    | Nicky Hayden      | Honda        | +20 s 156       | 11     | 9      |
| 8    | Norifumi Abe      | Yamaha       | +20 s 870       | 14     | 8      |
| 9    | Carlos Checa      | Yamaha       | +22 s 125       | 7      | 7      |
| 10   | Olivier Jacque    | Yamaha       | +25 s 218       | 12     | 6      |
| 11   | Shinya Nakano     | Yamaha       | +35 s 903       | 5      | 5      |
| 12   | Nobuatsu Aoki     | Proton       | +39 s 258       | 15     | 4      |
| 13   | John Hopkins      | Suzuki       | +50 s 230       | 16     | 3      |
| 14   | Makoto Tamada     | Honda        | +1 min 01 s 441 | 18     | 2      |
| 15   | Kenny Roberts Jr  | Suzuki       | +1 min 04 s 142 | 17     | 1      |
| 16   | Andrew Pitt       | Kawasaki     | +1 min 23 s 083 | 20     |        |
| 17   | Garry McCoy       | Kawasaki     | +1 tour         | 21     |        |
| Abd. | Noriyuki Haga     | Aprilia      | Abandon         | 19     |        |
| Abd. | Loris Capirossi   | Ducati       | Abandon         | 4      |        |
| Abd. | Colin Edwards     | Aprilia      | Abandon         | 8      |        |
| Abd. | Jeremy McWilliams | Proton       | Abandon         | 13     |        |

## Classement 250 cm3
| Pos  | Pilote           | Constructeur | Temps/Écart     | Grille | Points |
| ---- | ---------------- | ------------ | --------------- | ------ | ------ |
| 1    | Manuel Poggiali  | Aprilia      | 42 min 14 s 305 | 2      | 25     |
| 2    | Randy de Puniet  | Aprilia      | +0 s 615        | 1      | 20     |
| 3    | Franco Battaini  | Aprilia      | +5 s 641        | 3      | 16     |
| 4    | Sebastian Porto  | Honda        | +12 s 147       | 5      | 13     |
| 5    | Roberto Rolfo    | Honda        | +12 s 967       | 8      | 11     |
| 6    | Anthony West     | Aprilia      | +19 s 569       | 7      | 10     |
| 7    | Fonsi Nieto      | Aprilia      | +23 s 080       | 4      | 9      |
| 8    | Toni Elías       | Aprilia      | +27 s 296       | 6      | 8      |
| 9    | Sylvain Guintoli | Aprilia      | +30 s 187       | 11     | 7      |
| 10   | Naoki Matsudo    | Yamaha       | +31 s 447       | 9      | 6      |
| 11   | Héctor Faubel    | Aprilia      | +31 s 511       | 10     | 5      |
| 12   | Alex Baldolini   | Aprilia      | +39 s 311       | 15     | 4      |
| 13   | Éric Bataille    | Honda        | +40 s 209       | 13     | 3      |
| 14   | Johann Stigefelt | Aprilia      | +46 s 756       | 14     | 2      |
| 15   | Chaz Davies      | Aprilia      | +54 s 833       | 20     | 1      |
| 16   | Jaroslav Huleš   | Yamaha       | +1 min 02 s 623 | 23     |        |
| 17   | Erwan Nigon      | Aprilia      | +1 min 09 s 165 | 18     |        |
| 18   | Christian Gemmel | Honda        | +1 min 16 s 891 | 22     |        |
| 19   | Henk vd Lagemaat | Honda        | +1 tour         | 24     |        |
| Abd. | Hugo Marchand    | Aprilia      | Abandon         | 17     |        |
| Abd. | Katja Poensgen   | Honda        | Abandon         | 25     |        |
| Abd. | Jakub Smrž       | Honda        | Abandon         | 16     |        |
| Abd. | Dirk Heidolf     | Aprilia      | Abandon         | 19     |        |
| Abd. | Joan Olive       | Aprilia      | Abandon         | 21     |        |

## Classement 125 cm3
| Pos  | Pilote            | Constructeur | Temps/Écart     | Grille | Points |
| ---- | ----------------- | ------------ | --------------- | ------ | ------ |
| 1    | Daniel Pedrosa    | Honda        | 40 min 46 s 694 | 7      | 25     |
| 2    | Andrea Dovizioso  | Honda        | +0 s 356        | 3      | 20     |
| 3    | Steve Jenkner     | Aprilia      | +0 s 548        | 6      | 16     |
| 4    | Youichi Ui        | Aprilia      | +0 s 000        | 1      | 13     |
| 5    | Pablo Nieto       | Aprilia      | +0 s 839        | 2      | 11     |
| 6    | Alex De Angelis   | Aprilia      | +1 s 965        | 4      | 10     |
| 7    | Mika Kallio       | Honda        | +13 s 997       | 8      | 9      |
| 8    | Lucio Cecchinello | Aprilia      | +14 s 790       | 11     | 8      |
| 9    | Masao Azuma       | Honda        | +16 s 790       | 12     | 7      |
| 10   | Casey Stoner      | Aprilia      | +20 s 649       | 19     | 6      |
| 11   | Gino Borsoi       | Aprilia      | +21 s 809       | 15     | 5      |
| 12   | Arnaud Vincent    | KTM          | +22 s 015       | 14     | 4      |
| 13   | Héctor Barberá    | Aprilia      | +23 s 814       | 13     | 3      |
| 14   | Simone Corsi      | Honda        | +23 s 871       | 16     | 2      |
| 15   | Mirko Giansanti   | Aprilia      | +24 s 786       | 9      | 1      |
| 16   | Gioele Pellino    | Aprilia      | +39 s 565       | 24     |        |
| 17   | Thomas Lüthi      | Honda        | +42 s 280       | 22     |        |
| 18   | Fabrizio Lai      | Malaguti     | +42 s 379       | 25     |        |
| 19   | Gabor Talmacsi    | Aprilia      | +51 s 145       | 10     |        |
| 20   | Marco Simoncelli  | Aprilia      | +51 s 186       | 18     |        |
| 21   | Stefano Bianco    | Gilera       | +53 s 316       | 17     |        |
| 22   | Mike Di Meglio    | Aprilia      | +55 s 253       | 30     |        |
| 23   | Emilio Alzamora   | Derbi        | +56 s 952       | 21     |        |
| 24   | Jorge Lorenzo     | Derbi        | +57 s 035       | 20     |        |
| 25   | Álvaro Bautista   | Aprilia      | +58 s 109       | 26     |        |
| 26   | Chris Martin      | Aprilia      | +58 s 622       | 28     |        |
| 27   | Julián Simón      | Malaguti     | +1 min 05 s 036 | 27     |        |
| 28   | Roberto Locatelli | KTM          | +1 min 11 s 674 | 29     |        |
| 29   | Peter Lenart      | Honda        | +1 min 35 s 808 | 33     |        |
| Abd. | Max Sabbatani     | Aprilia      | Abandon         | 23     |        |
| Abd. | Leon Camier       | Honda        | Abandon         | 32     |        |
| Abd. | Imre Tóth         | Honda        | Abandon         | 31     |        |
| Abd. | Stefano Perugini  | Aprilia      | Abandon         | 5      |        |